# Apocalipse 16 (banda)
Apocalipse 16, ou APC 16, foi um grupo de rap brasileiro fundado em 1996 pelos rappers Pregador Luo, Charles MC e DJ Betico, e que lançou discos até 2010.
Foi um dos pioneiros do rap cristão do Brasil, também atuando com vários rappers e bandas do cenário não-religioso, como Racionais MC's, Facção Central, Rappin' Hood, Xis, Thaíde, Exaltasamba, e também com bandas de soul e black music gospel, como Templo Soul e FLG. No início da carreira, o APC 16 foi lançado pela gravadora Cosa Nostra, dos Racionais, e abria os shows do grupo, incluindo uma performance de Pregador Luo durante o prêmio VMB em 1998 .
Posteriormente lançaram o selo independente 7 Taças, que se tornou a banca 7 Taças, lançando nomes do cenário cristão e depois voltando a ser exclusivo do grupo.
Com letras sociais e testemunhos, a banda se tornou aclamada pelo público e crítica através do segundo álbum, 2ª Vinda, A Cura, lançado no ano 2000. No ano seguinte, este projeto foi eleito o melhor álbum do ano pelo Prêmio Hutúz, na época, premiação máxima do rap brasileiro. "Muita Treta", canção que fala de corrupção, revelou a banda no cenário nacional. Em 2006 o grupo gravou seu primeiro DVD, Ao Vivo.
A formação inicial, com Luo, Charles e Betico, é considerada a era de ouro do grupo por muitos fãs. Com a saída dos integrantes iniciais, Pregador Luo seguiu com o projeto com a colaboração de vários músicos, como Rogério Sarralheiro, Silvera, Lito Atalaia, Luciano Claw e Professor Pablo, muitos deles que haviam sido lançados pela própria 7T.
O último disco que saiu com o nome da banda foi o DVD Árvore de Bons Frutos, em 2010. Luo já havia lançado projetos solos, mas a partir de 2012, com os dois volumes do CD Único-Incomparável, seguiu somente com sua carreira solo , assinando um contrato com a área cristã da gravadora Universal Music em 2015. O selo independente da época do APC foi mantido, sendo ainda veiculado nos trabalhos feitos pelo rapper.
No segundo semestre de 2020 toda a discografia da banda (com exceção do compilado Dez Anos) foi disponibilizada nas plataformas digitais de streaming de música, nos perfis do artista Pregador Luo, detentor da marca.

## Discografia
Álbuns de estúdio
- 1998: Arrependa-se
- 2000: 2ª Vinda, A Cura
- 2005: D'Alma
- 2006: Apocalipse 16 e Templo Soul (com Templo Soul)
- 2007: Pregador Luo Apresenta: 7T SP
- 2010: Árvore de Bons Frutos

Coletâneas
- 2001: Antigas Idéias, Novos Adeptos
- 2006: 10 Anos – Edição Comemorativa

Álbuns ao vivo
- 2006: Ao Vivo

## Videografia
- 2006: Ao Vivo (DVD)
- 2010: Árvore de Bons Frutos (DVD)

## Prêmios
| Ano  | Prêmio       | Categoria                                         | Ref    |
| ---- | ------------ | ------------------------------------------------- | ------ |
| 2001 | Prêmio Hutúz | Álbum do Ano                                      | [ 11 ] |
| 2001 | Prêmio Hutúz | Grupo ou Artista Solo Gospel                      | [ 11 ] |
| 2002 | Prêmio Hutúz | Grupo ou Artista Solo Gospel                      | [ 12 ] |
| 2009 | Prêmio Hutúz | Melhores grupos ou artistas solo gospel da década | [ 13 ] |